# 梁梓禧
梁梓禧（英語：Roland Leung，1972年6月13日—），原名梁家輝，曾用名梁奕倫，電視節目主持人、舞台劇演員傳媒人、專業主持人、電視電台節目製作人、專欄作家及配音員。2015年任now觀星台主持人，主持《102觀星總部》內《雙梁計》節目。

## 簡歷
梁奕倫祖籍廣東茂名，自小家住坪石邨，父親為製衣廠主管、母親則是家庭主婦，另有三個姐姐。中學畢業於彩虹邨天主教英文中學，會考成績只有兩分。1992年，他透過DJ比賽加入香港電台。

### 電台竄紅
梁奕倫在2002、2003年間踏入事業的高峰，其主持的節目《倫住嚟試》收聽率是全台之冠、同年當選雜誌票選「年青人最喜愛DJ」第一位。期間，他還引入了台灣式的「校園show」，攻陷本港學界，替初出道時的Twins累積人氣。此外，他又與拍檔范振鋒合組男子音樂組合Double.R出唱片，並奪得香港電台十大中文金曲頒獎音樂會「最有前途新人銅獎」。兩年後，因范振鋒重返新城電台，Double.R因此拆夥；於2005年開始與曾淑儀合作，主持《萬王之王》節目。2007年11月9日，《萬王之王》完結後，梁奕倫暫別香港電台。直至2021年7月10日，重返港台短期開咪，再度與梁榮忠合作主持三個月懷舊清談節目《18.22聽緊你》。

### 捲入官司
2007年，梁奕倫及其任職藝人私人助理的胞姊梁慧嘉被廉政公署落案起訴，指二人涉嫌於2001年9月至11月間，藉《倫住嚟試》節目串謀詐騙香港電台撰稿及資料搜集服務費合共10600港元，有公器私用之嫌。二人最初否認控罪，並指曾遭廉政公署人員恐嚇及誘使作出警誡供詞。後梁奕倫承認控罪，辯稱因曾淑儀為其進行資料搜集及撰稿工作，卻未能申領費用，故以胞姊名義代曾淑儀申領費用。梁奕倫官司開審後，《萬王之王》改由曾淑儀與王書麒繼續主持。最終，梁奕倫被法庭判處150小時社會服務令，梁慧嘉則獲撤銷控罪。2007年11月9日，《萬王之王》完結後節目突遭腰斬，11月12日起改由《Gimme 5》取代之。
2021年7月10日，相隔14年後他再度重返港台主持下午時段「懷舊」節目《18.22聽緊你》，部份嘉賓也曾接受林珊珊主持的同類節目《廣播道開咪》的訪問。

### 轉戰電視台
2008年2月，梁奕倫經羅傑承引薦下加入TVB，初期除了做《娛樂直播》和《今日VIP》等清談節目的主持外，還主持遊戲節目《大咕窿》。同年9月8日，梁奕倫為天水圍飛馬擔任學界統籌總監。
2009年7月首踏台板，擔綱演出國際綜藝合家歡《牧羊少年奇幻之旅》舞台劇，扮演牧羊少年，並以香港為背景。
2010年5月，已封咪多時的梁奕倫在新城電台再開咪，主持慈善節目《Wonderful Life無與倫比》。同年，繼續演出舞台劇《相聚21克》。
2011年，身為BMA藝人的梁奕倫遭五大唱片跟TVB的版權糾紛影響而被雪藏，終在半年後離開TVB，轉投now觀星台擔任音樂節目《now Mushake》節目主持。由2012年2月1日起，經理人公司改為Tiffany Artiste Management，其後梁奕倫成立自家工作室，主力拍攝、製作活動、公關及市場推廣工作等。
2013年4月，梁奕倫與茜利妹創立70後援會，宗旨是擁抱過去，擁戴未來。繼續童顏無忌，有果句講果句，逆生長多花樣 
並與6月4日推出合著《70後援會。逆生長多花樣》.2013年9月4日計70後援會之後，兩人炮製香港史上首個專題攣直之有品味&趣味節目《攣直後援會》，並於NowTV102觀星台播放。兩人為此更給演藝界同業的公開信，至今已超過 60萬 views & 1000+ repost (weibo + FB) 
2013年7月，梁奕倫宣布其名稱改為「梁梓禧」，用作提醒自己做人要有希望，以及對人對事要以禮相待。

### 製作公司老闆
2014年，梁梓禧工作室正式成立‬。主力拍攝、製作活動、公關及市場推廣工作等。
2017年，與多位友人創辦香港兒童才藝學院。
2021年5月，梁梓禧與多位友人創立「燈登登播客企劃有限公司」，主力以一站式製作專業的Podcast節目，包括訓練，節目編排，製作，內容管理，宣傳。
2021年9月，梁梓禧創立「登利訓練本部有限公司」。

## 作品列表

### 曾主持電台節目
- 香港電台第二台節目
  - 《倫住嚟試》（1996–2005）
  - 《熱血青年》（1996–2005）
  - 《天光小倫》（1996–2005）
  - 《輕談淺唱不夜天》
  - 《用愛造世界》（2004–2006）
  - 《萬王之王》（2005–2007）
  - 《18.22聽緊你》（2021）
- 新城電台知訊台節目
  - 《Wonderful Life 無與倫比》
- D100
  - 《有性友愛平基會》

### 曾參與廣播劇
- 香港電台第二台廣播劇
  - 《鹿鼎記》
- 在《娛樂滿天星》播放
  - 《太初》
- 在《倫住黎試》播放
  - 2002年《今天應該更高興》
  - 2003年《Love...Please Encore》
  - 2004年《正義聯盟 Double Eleven》
  - 2004年《無可奉告》
  - 2004年《青蔥歲月》
  - 2005年《陳穎森的十四封信》 (《用愛做世界》也有播放)

### 舞台劇演出
- 《牧羊少年奇幻之旅》，擔任兒童音樂劇《牧羊少年奇幻之旅》男主角，並主唱主題曲 《All Things are Possible》。該劇由金培達先生創作，並擔任音樂總監。（2009）
- 《School Tour》，全港多間中學巡迴活動。  (2009)
- 《相聚21克》（2010）
- 《將時間帶到‧寂寞》（2010）
- 《相聚21克》（2010）
- 《偷窺》（2011）
- 《我的基本生活》（2011）
- 《波音情人》（2012）

### 參與主持／配音／旁白電視節目
- 1999年：本港台《一級奸爸爹》
- 2003年：翡翠台《康泰帶你遊珠海》
- 2004年：有線娛樂台《拯救生命故事》配音
- 2008年：有線娛樂台／有線A台《線動真音樂》
- 2008年：J2《J2人氣榜》
- 2008年：翡翠台《娛樂直播》
- 2009年：翡翠台《今日VIP》
- 2009年：翡翠台《智激校園》(1月18日)
- 2009年：翡翠台《大咕窿》
- 2010年：翡翠台《勁歌金曲》（3月5日）
- 2011年：now觀星台《now Mushake》
- 2012年：now觀星台《雙梁計》
- 2012年：Majitv《語無倫次》
- 2013年：now觀星台《攣直後援會》
- 2013年：now觀星台《攣直後援會2》
- 2015年: 香港同志遊行2015彩虹大使
- 2015年: 香港電台電視部《香港故事 - 他們的情書》(其中一集主角)
- 2016年: 香港電台電視部《香港故事 - 璀璨之後》(旁白)
- 2016年：有線娛樂台／有線1台《娛樂熱辣辣‧2016娛樂怪談》(嘉賓,22,29/4/2016)
- 2016年：ViuTV《啪啪聲太好聽》
- 2018年：奇妙77台《是敢的》
- 2020年：香港開電視《是敢的》（第二輯）

### 參與電影
- 2003年：《魔宅之鐵鎚凶靈》

### 參與網劇
- 2003年：《K場》（now.com）

### 唱片
- 2002年8月：《AVEP 好有好友(avex trax)》梁奕倫、范振鋒
- 2003年5月20日：《Double.R》同名大碟（環球唱片）
- 2003年：環球雜錦碟——（安哥之歌）
- 2004年：《12月環球10周年飛越經典音樂會》CD
- 2004年12月24日：《Radio Good Old Days》（環球唱片）
- 2005年：《挪亞方洲驚世啟示錄：偶然遇上的驚喜》
- 2005年：《孩子讓我愛專輯–救救文筠行動：祝君安好》

### VCD/DVD
- 2003年10月：《Double.R Mini - Concert》VCD / DVD（環球唱片）

### 歌曲
- 《寶寶》
- 《點cute得過隻狗》 (小寶寶 Featuring梁梓禧)
- 《雙腳著地》（與容祖兒合唱）
- 《攣直後援會》（與茜利妹合唱、Featuring 黃頌明）(NowTV 同名電視節目「攣直後援會」主題曲）
- 《偷窺》（舞台劇「偷窺」主題曲）
- 《生存》（「奧比斯學生大使」越南光明之旅主題曲）
- 《All Things Are Possible》（兒童音樂劇「牧羊少年奇幻之旅」主題曲）
- 《偶然遇上的驚喜》影音使團《挪亞方舟驚世啟示電影版》
- 《感情用事的廢物》
- 《好人有限》（Featuring 張敬軒）
- 《好人有限·壞蛋無限》（Featuring 朱咪咪）
- 《沒一點法子》
- 《失足的感情》
- 《煙絲萬縷》
- 《香港心》
- 《Asian Gyspy》
- 《我都做得到》 「音樂永續」作品，翻唱小太陽兒童合唱團歌曲

### 專欄作家
- E週刊 E Media Plus

### 小說
- 2007年7月16日：《好人有限》（與袁兆昌及周子嘉合著），天窗出版社，ISBN 9789889989323
- 2008年7月24日：《感情用事的廢物》，博美出版社，ISBN 9789881763129
- 2009年7月：《愛情迷債》，博美出版社
- 2009年7月：《爆裂紅唇》、《我心穿了個大咕窿》，博美出版社
- 2010年7月：《The Drawing Book of 溝 Ability》
- 2013年6月：《70後援會。逆生長多花樣》（梁奕倫、茜利妹 合著）
- 2014年:《攣直後援會》（梁梓禧、茜利妹 合著）

## 產品
- 2001年：大倫爸爸cure card——betake creation
- 2002年：Roland&Friends mini figure——Project with Fun
- 2002年：大倫爸爸心靈讀賣——betake creation

## 廣告
- 2002年：加洲紅卡啦OK—電視廣告旁白
- 2003年：加洲紅卡啦OK~唱紅容祖兒"我的驕傲"—電視廣告旁白
- 2002年：麥浚龍Juno大碟《Next Step》—電視廣告旁白
- 2003年：Neway卡啦OK~安心唱好K—電視廣告旁白
- 2003年：Neway卡啦OK ~ 番薯會—電視廣告旁白
- 2003年：第二十六屆十大中文金曲電視宣傳—電視廣告旁白
- 2013年：益達無糖香口珠—電視廣告旁白

## 獎項
- 2002年《新Monday》至尊人氣DJ王 銅獎
- 2002年Yes!年青人最喜愛DJ 第一位
- 2002年Yes!年青人最喜愛DJ組合（梁奕倫&范振鋒）——第一位
- 2002年Yes!年青人最喜愛電台節目（倫住o黎試）——第三位
- 2002年第二十五屆十大中文金曲——最有前途新人獎（組合）--銅獎
- 2003年兒歌金曲開心嘉年華——十大兒歌金曲——好學友
- 2003年勁歌王季選——最佳合唱歌曲獎（安哥之歌）
- 2003年PM 第二屆夏日人氣頒獎典禮——最佳合拍組合獎
- 2004年PM至尊金曲獎（青蔥歲月）
- 2016年e+最紅節目主持網絡紅人

## 外部連結
- 梁梓禧的Facebook專頁
- 梁梓禧的新浪微博
- 香港故事 - 他們的情書：愛 怎說出口 （页面存档备份，存于）